# Carbonoherpeton
Carbonoherpeton — вимерлий рід емболомерів, який мешкав у Пенсільванському періоді (пізній карбон) у Новій Шотландії, Канада.